# Charles Blommaert (Oostakker)
Carolus Philippus Julius Maria Gislennus Blommaert (Gent, 27 april 1868 - Oostakker, 22 juni 1906) was een Belgisch politicus en grootgrondbezitter. Hij was van 1896 tot 1906 burgemeester van Oostakker.

## Levensloop
Charles Blommaert werd in 1868 in Gent geboren als zoon van Joannes Paulus Blommaert en Maria Theresia van Pottelsberghe de la Potterie. Hij stierf in 1906 in zijn huis in Oostakker.

## Politieke loopbaan
Bij het K.B. van 20 januari 1896 werd Charles Blommaert aangeduid als nieuwe burgemeester van de landelijke gemeente Oostakker. Dit zou hij blijven tot aan zijn dood in 1906. De periode na zijn dood werd gekenmerkt door een redelijke chaos in de gemeenteraad. Pas in februari van 1907 zou de opvolger van Charles Blommaert tot burgemeester benoemd worden: Albert Van Loo.